# Ocna Șugatag
Ocna Șugatag (Aknasugatag en hongrois) est une commune roumaine du județ de Maramureș, dans la région historique de Transylvanie et dans la région de développement du Nord-Ouest.

## Géographie
La commune d'Ocna Șugatag est située au nord-est du județ, dans les Monts Gutâi (Munții Gutâiului), à 50 km au nord-est de Baia Mare, la préfecture du județ et à 15 km au de Sighetu Marmației.
En 2002, la répartition de la population entre les différents villages était la suivante (population) :
- Ocna Șugatag (1 384), siège de la municipalité.
- Breb (1 184).
- Hoteni (376).
- Sat-Șugatag (1 263).

## Histoire
La première mention écrite de la commune date de 1355. Le village était à cette époque propriété de la famille Dragfi, fort influente en Transylvanie.
Entre 1787 et 1827 fut exploité un gisement souterrain de sel gemme.

## Démographie
En 1910, la commune comptait 2 977 Roumains (58,6 % de la population), 1 723 Hongrois (33,9 %) et 340 Allemands (6,7 %).
En 1930, les autorités recensaient 3 530 Roumains (72,3 %), 907 Hongrois (18,6 %) ainsi qu'une importante communauté juive de 417 personnes (8,5 %) qui fut entièrement exterminée par les Nazis durant la Seconde Guerre mondiale.
En 2002, la commune comptait 3 710 Roumains (88,2 %), 403 Hongrois (9,6 %) et 76 Roms (1,8 %) .
| 1880  | 1900  | 1910  | 1930  | 1956  | 1977  | 1992  | 2002  | 2007  |
| ----- | ----- | ----- | ----- | ----- | ----- | ----- | ----- | ----- |
| 4 020 | 4 818 | 5 079 | 4 884 | 4 355 | 4 555 | 4 566 | 4 207 | 4 185 |

## Économie
L'économie de la commune est basée sur l'agriculture, l'élevage et l'exploitation des forêts (5 757 ha de terres agricoles, 2 492 ha de forêts).
Le tourisme occupe une part importante de l'activité car la commune est une station thermale qui exploite des sources d'eaux salées.

## Lieux et monuments
- Réserve naturelle Pădurea Crăiasca (44 ha).